# Готланд (комуна)
Комуна Готланд (швед. Gotlands kommun) — адміністративно-територіальна одиниця місцевого самоврядування, що розташована в лені Готланд на однойменному острові.
Готланд 29-а за величиною території комуна Швеції. Адміністративний центр комуни — місто Вісбю.

## Населення
Населення становить 57 405 чоловік (станом на вересень 2012 року). 
| Кількість населення комуни Готланд за 1970-2010 роки | Кількість населення комуни Готланд за 1970-2010 роки | Кількість населення комуни Готланд за 1970-2010 роки | Кількість населення комуни Готланд за 1970-2010 роки | Кількість населення комуни Готланд за 1970-2010 роки |
| ---------------------------------------------------- | ---------------------------------------------------- | ---------------------------------------------------- | ---------------------------------------------------- | ---------------------------------------------------- |
| Рік                                                  |                                                      |                                                      | Населення                                            |                                                      |
| 1970                                                 | 1970                                                 |                                                      | 53 722                                               | 53 722                                               |
| 1975                                                 | 1975                                                 |                                                      | 54 400                                               | 54 400                                               |
| 1980                                                 | 1980                                                 |                                                      | 55 346                                               | 55 346                                               |
| 1985                                                 | 1985                                                 |                                                      | 56 144                                               | 56 144                                               |
| 1990                                                 | 1990                                                 |                                                      | 57 108                                               | 57 108                                               |
| 1995                                                 | 1995                                                 |                                                      | 58 120                                               | 58 120                                               |
| 2000                                                 | 2000                                                 |                                                      | 57 313                                               | 57 313                                               |
| 2005                                                 | 2005                                                 |                                                      | 57 488                                               | 57 488                                               |
| 2010                                                 | 2010                                                 |                                                      | 57 269                                               | 57 269                                               |
| Джерело: SCB                                         |                                                      |                                                      |                                                      |                                                      |

## Населені пункти
Комуні підпорядковано 17 міських поселень (tätort) та низка сільських, більші з яких:
- Вісбю (Visby)
- Гемсе (Hemse)
- Сліте (Slite)
- Клінтегамн (Klintehamn)
- Лілльгага (Vibble)
- Рума (Roma)
- Форесунд (Fårösund)
- Лорбру (Lärbro)

## Міста побратими
Комуна підтримує побратимські контакти з такими муніципалітетами:
- Зміївка, Україна
- Комуна Крагере, Норвегія
- Валкеакоскі, Фінляндія
- Слагельсе, Данія
- Сааремаа, Естонія
- Любек, Німеччина

## Галерея

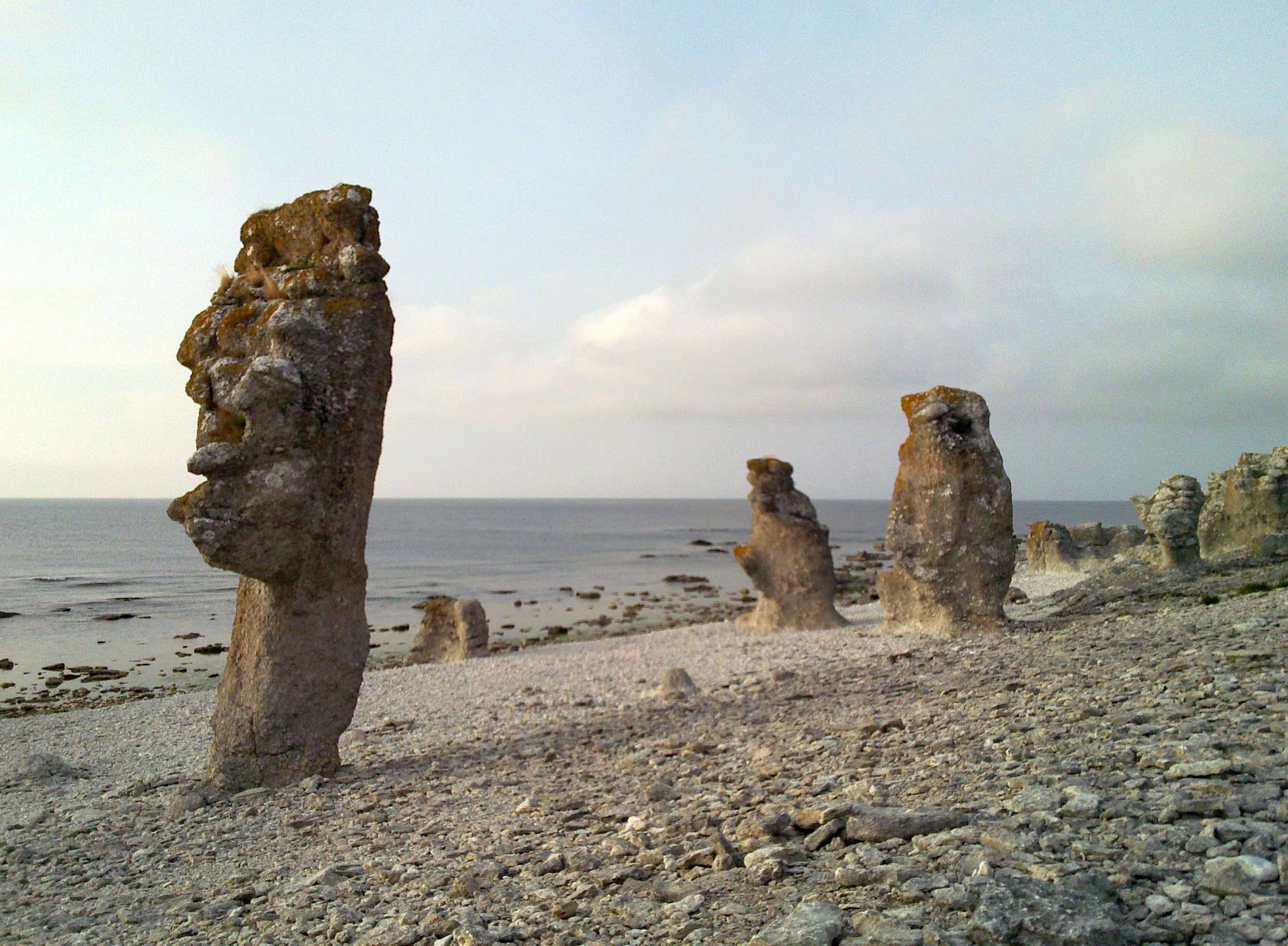
Природний заказник Ланггаммар
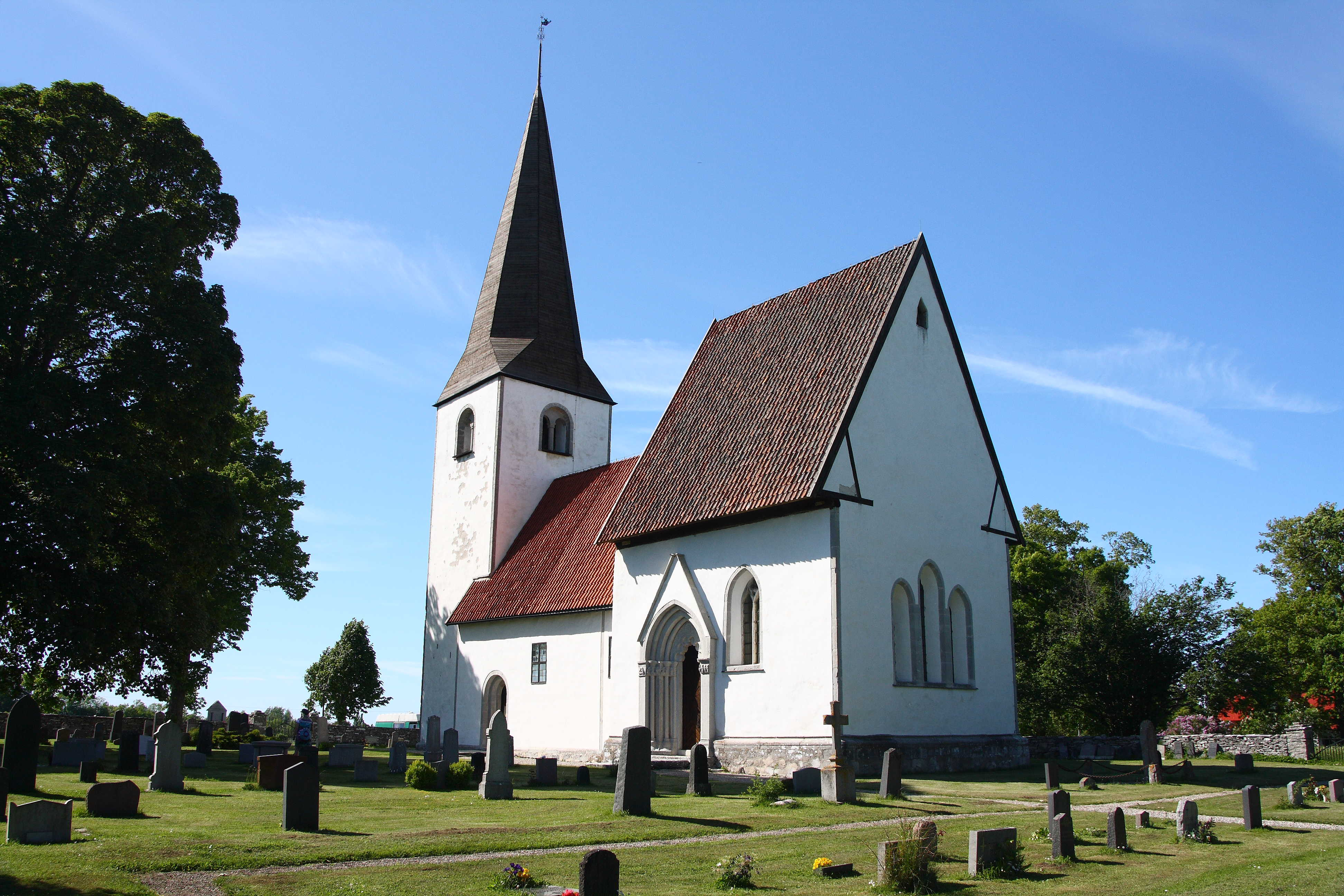
Церква (Луммелюнда)
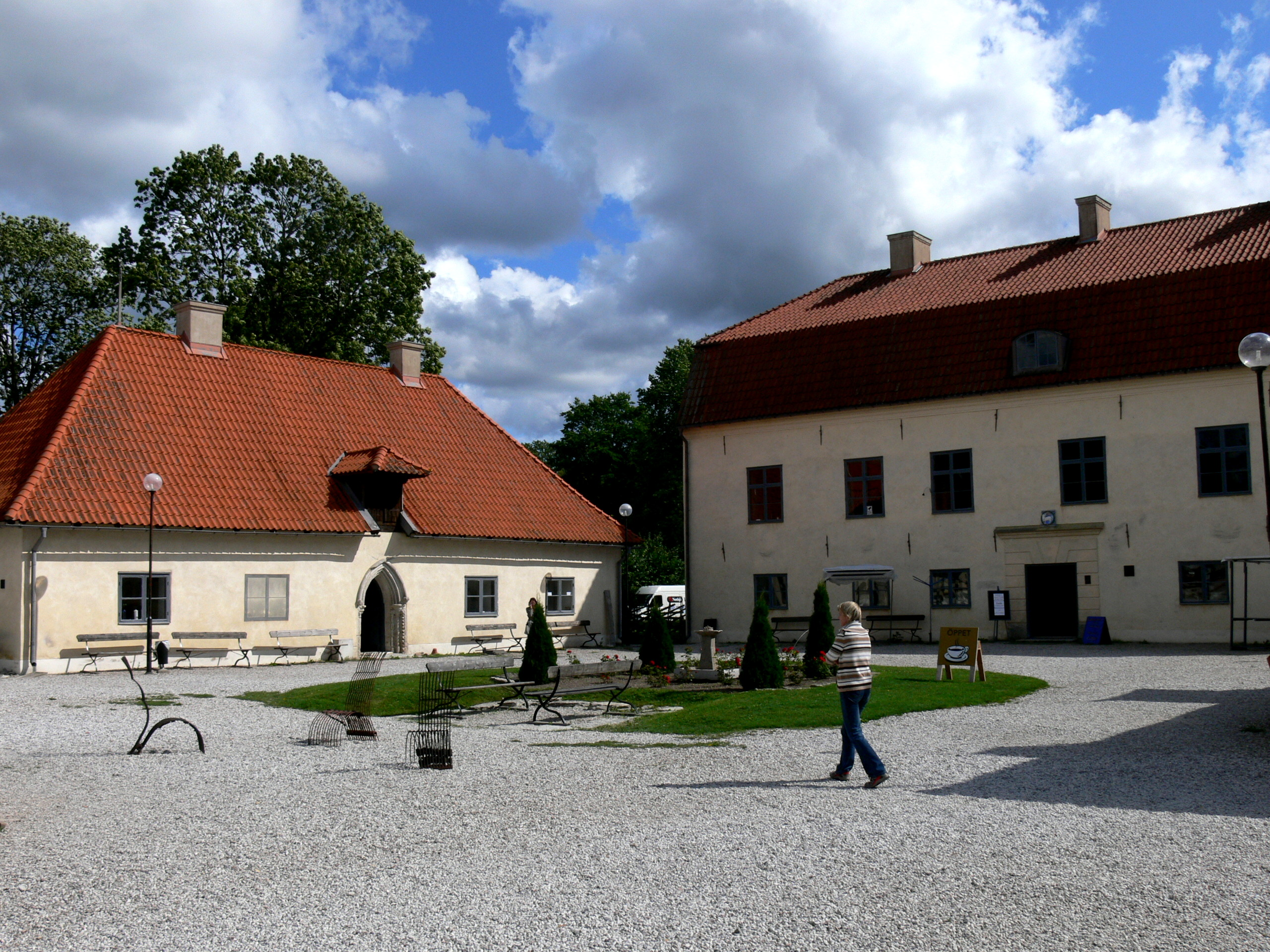
Містечко Рума
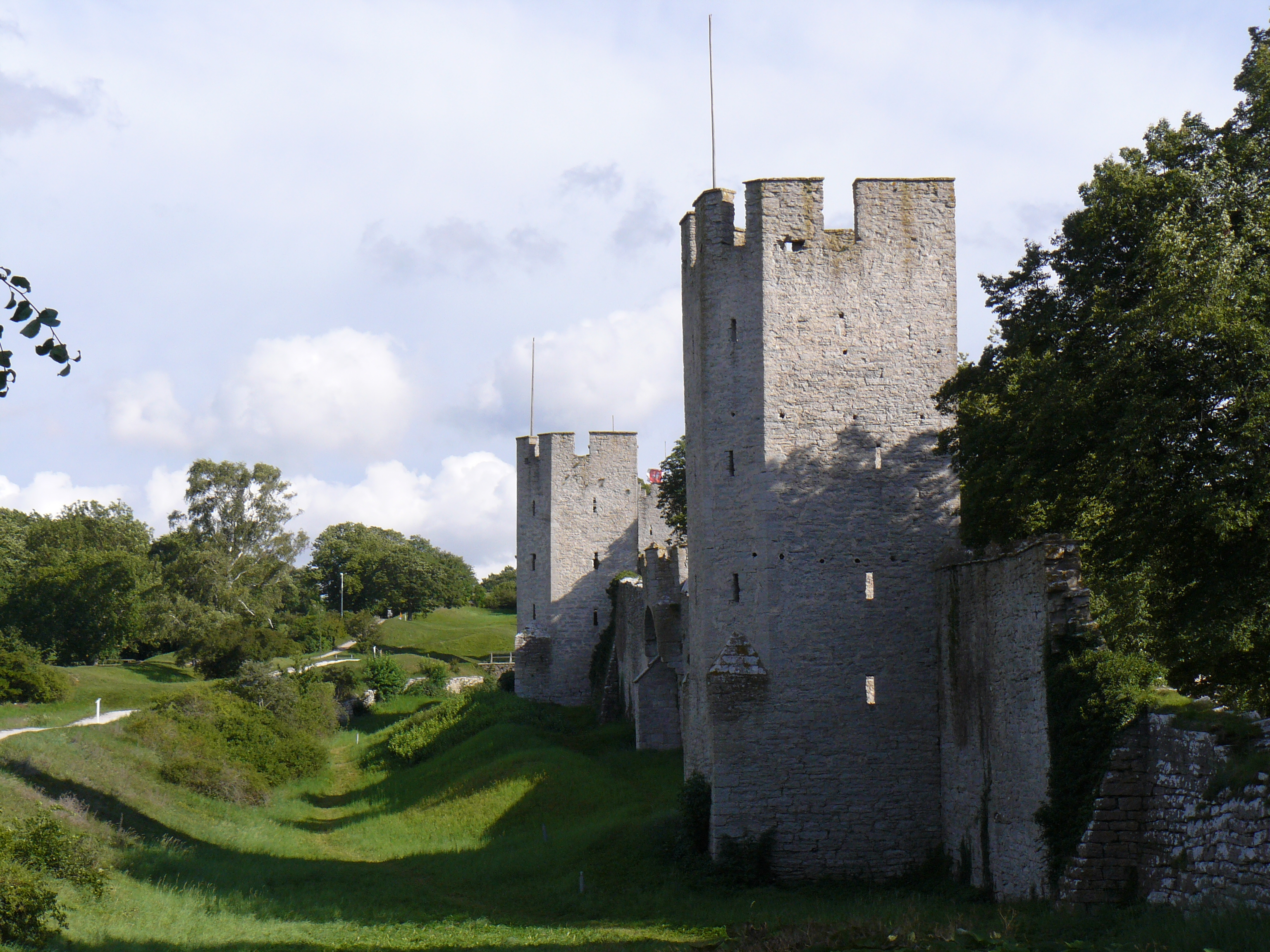
Міські укріплення Вісбю

## Виноски
1. ↑  Andersson P. Sveriges kommunindelning 1863-1993 — Mjölby: Draking, 1993. — 132 с. — ISBN 978-91-87784-05-7
2. ↑  Folkmangd i riket, lan och kommuner (шв.) . Центральне бюро статистики Швеції. Архів оригіналу за 20 серпня 2013. Процитовано 3 лютого 2013.